# 30 juillet 1946
Le mardi 30 juillet 1946 est le 211e jour de l'année 1946.

## Naissances
- Ada Spadoni Urbani, femme politique italienne
- Barbara Kopple, monteuse, productrice, réalisatrice et scénariste américaine
- Danièle Bourcier, juriste française
- Emil Schmalfuß, politicienne allemande
- Ferdinand Keller, footballeur allemand
- Harri Linnonmaa, joueur professionnel finlandais de hockey sur glace
- Jeffrey Hammond, musicien britannique
- John Deans, joueur de football écossais
- Michel Archimbaud, enseignant, éditeur et dramaturge français
- Thierry de Ganay (mort le 5 janvier 2015), producteur français
- Wayne Cheesman, joueur de hockey sur glace canadien

## Décès
- Nikolaï Morozov (né le 7 juillet 1854), révolutionnaire russe
- Pierre Beucler (né le 1er mars 1897), résistant dans l'armée française lors de la Seconde Guerre mondiale